# مايكل تيبوت
مايكل تيبوت (بالإنجليزية: Michael Tebbutt)‏ مواليد 22 ديسمبر 1970 في سيدني، هو لاعب كرة مضرب أسترالي سابق بدأ مسيرته كمحترف سنة 1993 وكان يلعب باليد اليسرى. أعلى تصنيف له في الفردي كان المركز الـ 87 في سنة 1995. أعلى تصنيف له في الزوجي كان المركز الـ 28 في سنة 1996.

## روابط خارجية
- مايكل تيبوت على موقع رابطة محترفي التنس (الإنجليزية)
- مايكل تيبوت على موقع الاتحاد الدولي لكرة المضرب (الإنجليزية)
- مايكل تيبوت على موقع خلاصة التنس.كوم (الإنجليزية)